# Anya, lánya, unokája
Az Anya, lánya, unokája (eredeti cím: Georgia Rule) 2007-ben bemutatott amerikai filmdráma.

## Cselekmény
Rachel Wilcox 17 éves, most érettségizett, édesanyjával, Lillyvel és mostohaapjával él San Franciscóban. Vad életet él, és anyjának számos szülői problémát okoz. Ezért Hullba, egy idahói kisvárosba küldik, hogy a nyárra a nagymamájához, Georgiához költözzön.
Rachel már az első napon találkozik Harlannal, egy fiatal mormonnal, aki szigorú és rendíthetetlen hitével fontos szerepet vállal Rachel új életében. Georgia szigorú szabályok szerint él. Nem fogadja el az istenkáromlást, és gondoskodik arról, hogy Rachel munkába álljon. Rachel besegít a helyi állatorvosnál, Simonnál, édesanyja egykori barátjánál. Simon az állatokkal úgy bánik, mint az emberekkel, ami Rachelnek eleinte nem tetszik.
A július 4-i ünnepségen Rachel elmondja Simonnak, aki egy autóbalesetben elvesztette feleségét és fiát, hogy tizenkét éves kora óta bántalmazta őt mostohaapja, akinek ügyvéd a szakmája. Csak akkor hagyta abba, amikor Rachel barátai megfenyegették. Ezen élmények következtében Rachel nehezen tud normális kapcsolatot kialakítani egy férfival. Csak Harlan előtt tud megnyílni. Harlannak azonban már van barátnője, így a kapcsolatuk nem zökkenőmentes.
Simon a Racheltől kapott hírrel Georgiához fordul, aki tájékoztatja Lillyt. Úgy tűnik azonban, hogy a bizonytalan Rachel nem ezt akarta, mert a lány azt mondja Simonnak, hogy ezt csak provokatívan találta ki. Egy ideig nem világos, hogy mi az igazság és mi a hazugság.
Rachel mostohaapja tagadja a bűncselekményt, anyja pedig nem tudja eldönteni, melyik oldalon áll. Rachel ekkor négyszemközt megfenyegeti a mostohaapját, hogy tegye boldoggá az anyját, akkor nem szól semmit, és nem perli be.
Az anyja hisz Rachelnek, amikor az elmondja neki, hogy a figyelemfelkeltés miatt hazudott, és visszautazik San Franciscóba a férjével. A kocsiban azonban rájön, hogy Rachel igazat mondott, és azonnal kiszáll a kocsiból.
Rachel, akit Georgia rábeszélt, Harlan, Simon és Georgia társaságában az anyja házába tart, hogy elmondja neki a valódi igazságot. Anya és lánya egymás karjaiba borulnak. Harlan szerelmet vall Rachelnek, és elmondja neki, hogy a két missziós éve után feleségül akarja venni.

## Szereplők
| Szerep           | Színész          | Magyar hang        |
| ---------------- | ---------------- | ------------------ |
| Georgia          | Jane Fonda       | Földi Teri         |
| Rachel Wilcox    | Lindsay Lohan    | Bogdányi Titanilla |
| Lilly            | Felicity Huffman | Götz Anna          |
| Dr. Simon Ward   | Dermot Mulroney  | Vincze Gábor Péter |
| Arnold           | Cary Elwes       | Gáspár András      |
| Harlan           | Garrett Hedlund  | Simonyi Balázs     |
| Izzy             | Hector Elizondo  | Orosz István       |
| Sam              | Dylan McLaughlin | Penke Soma         |
| Ethan            | Zachary Gordon   | Timon Barnabás     |
| Paula            | Laurie Metcalf   |                    |
| Grace Cunningham | Christine Lakin  | Molnár Ilona       |
| Mormon Mandy     | Mandy Medlin     | Tamási Nikolett    |

## Fordítás
- Ez a szócikk részben vagy egészben  a   Georgias Gesetz című német Wikipédia-szócikk fordításán alapul.  Az eredeti cikk szerkesztőit annak laptörténete sorolja fel. Ez a jelzés csupán a megfogalmazás eredetét és a szerzői jogokat jelzi, nem szolgál a cikkben szereplő információk forrásmegjelöléseként.